# 植村友紀
植村 友紀（うえむら ゆうき、1987年8月24日 - ）は、日本の女性ローカルタレント、ラジオパーソナリティー。福岡県春日市出身。アクティブハカタ所属。

## 人物
- 福岡県立筑紫丘高等学校[2]、九州大学21世紀プログラム課程卒業[1]。
- 身長157cm。血液型はAB型[3]。
- 大学卒業時の就職活動では第1志望だった放送局に不採用となったが、以前所属していた劇団の活動を通じ表現の世界に関心があったことから、タレントの道を志す[4]。現在は主にRKBラジオやTVQ九州放送などへのレギュラー出演のほか、福岡県内でのイベントの司会などを中心に活動している。
- レギュラー番組における愛称は「ゆうきちゃん」あるいは「ゆうき」。
- 文化放送のBOATRACE RADIO GIRLSを務めており[5]、福岡県・佐賀県内の競艇場を担当している。

## エピソード
- ラジオの音楽番組を担当していることもあり、頻繁にライブや映画、演劇などを鑑賞している。
- 好きなミュージシャンは元椿屋四重奏の中田裕二。また、競艇選手では同郷の瓜生正義を応援している[6]。
- 高校時代は勉強ばかりしていてほとんど目立たない存在だったらしく、本人はそのことを「黒歴史」と称している。また、年齢の割に極端に交際経験がないことや、女子力のなさを自虐的に話すことがある。
- 好きな言葉は「背水の陣」[7]。趣味は食べ飲み歩きなどで、かなりの酒豪である[1]。
- 2013年夏に、1日だけ番組の企画でふんどしを着用してエンタメバラエティ THE☆ヒット情報に出演した。このふんどしの画像は同年12月に当時のレギュラー番組だった「Voicebook」の公式Facebookページに自らアップロードしている[8]。
- 「コーポももちはま」で共演していた宮脇憲一から鎖骨の美しさをたびたび褒められている。2016年5月9日の放送では番組中に鎖骨画像がRKBラジオのFacebookページに投稿され反響を呼び、これをきっかけに「鎖骨姫」という愛称がついた[9]。
- 同い年かつ番組で共演していた木村まこ、また植村同様RKBラジオの夜の番組でラジオパーソナリティを務める森田みいこと仲が良い。
- 『ライブや音楽鑑賞、映画鑑賞が大好き。体を動かすのも苦手。飽き性。一人でいるのが大好き』（RKBラジオ 新年の挨拶より 2023年1月1日 17:49)

## 出演

### テレビ
- キレ☆カワ女子部（TVQ九州放送）2013年10月〜2015年9月
- ふくおかクロニクル（RKB毎日放送）
- かちかちPress（サガテレビ）のコーナー「なるほど！工場Walker」（隔週木曜日→毎週木曜日【2023年4月6日から毎週の出演になる】）取材リポーター
- かちかちLIVE（サガテレビ）のコーナー「らいふSearch」(毎週火曜日17時台放送) 2024年4月～

### ラジオ

#### RKBラジオ
- エンタメバラエティ THE☆ヒット情報 2011年10月〜2013年9月
- チャートバスターズr! 2012年5月〜2016年3月
- GIRLS BOOM BOX 2013年10月〜2014年3月はVoicebook、2014年10月〜2015年3月はMUSIC魂シリーズの1つとして放送
- コーポももちはま 2015年10月〜2017年3月
- U18プロジェクト カリメン 2017年4月〜2019年3月
- RKBミュージックファイル 2017年10月〜2019年3月
- わなびぃず! 2019年4月〜2022年3月
- Toi toi toi（火曜担当 2021年9月〜2024年3月）→（月曜担当 2024年4月〜）

#### FM FUKUOKA
- Weekend more radio! OH! HEY! YO! ～オー・ヘイ・ヨー～（FM FUKUOKA、2022年4月～）